# Fortaleza de Babilónia (Cairo)
A Fortaleza de Babilónia (português europeu) ou Fortaleza de Babilônia (português brasileiro) foi uma cidade-fortaleza ou castelo situado no Delta do Nilo, Egito, numa área que então era chamada Babilónia e que atualmente é conhecida como Cairo Copta, uma parte do Velho Cairo. Era constituída por um conjunto de bastiões ligados por uma muralha de tijolo.
A área fazia parte do  Nomo de Heliópolis, na margem direita (oriental) do Nilo, em frente à ilha de Rhoda, perto do Canal Faraónico (também chamado Canal de Heliópolis, de Ptolomeu ou de Trajano), que ligava o Nilo ao mar Vermelho, na fronteira entre o Baixo e Médio Egito. O local era de grande importância estratégica, pois permitia o controlo de todo o tráfego no Nilo, no ponto onde o seu cruzamento é mais fácil. Ali eram cobradas portagens às embarcações que passavam no rio.
Diodoro Sículo atribuiu a construção do primeiro forte a cativos rebeldes Assírios durante o reinado de Sesóstris e Ctésias data-a do tempo de Semíramis. Com mais fiabilidade, Josefo (século I d.C.), atribuiu a estrutura a seguidores de Cambises II, em 525 a.C. Os Romanos construíram uma nova fortaleza com a típica alvenaria em bandas brancas e vermelhas, mais perto do rio.
Atualmente, no recinto da fortaleza encontra-se o Museu Copta, um convento e várias igrejas, nomeadamente a Igreja de São Jorge e a Igreja Suspensa.

## Nome e história
Babilónia era o nome original da cidade principal da Mesopotâmia, mas segundo outra hipótese o nome pode estar ligado ao antigo Pr-Hapi-n-Iwnw (Casa do Nilo de Heliópolis), o santuário da divindade Hapi, a personificação das águas do Nilo, em Heliópolis.
De acordo com a tradição, o primeiro forte foi construído pelos Persas c. século VI a.C., mas nesse tempo situava-se nos penhascos perto do rio. Quando os Romanos tomaram posse do Egito, reconhecendo a sua importância estratégica no Nilo, usaram o forte durante algum tempo, mas devido aos problemas de abastecimento de água, no reinado de Trajano (r. 98–117) a fortaleza foi transferida para a sua localização atual, mais perto do rio. No reinado de Arcádio (r. 395–408) as fortificações foram reforçadas.[carece de fontes?] Desde então, o leito do Nilo deslocou-se 400 metros para norte.
No tempo de Augusto, a Babilónia do Delta tornou-se uma cidade com alguma importância e foi o quartel-general das três legiões que asseguravam a obediência do Egito. Na Notitia Imperii, Babilónia é mencionada como o quartel-general da Legio XIII Gemina. As ruínas da antiga cidade e da fortaleza ainda são visíveis a norte de Fostate, ou Velho Cairo. Entre as ruínas encontram-se os vestígios do grande aqueduto mencionado por Estrabão e pelos primeiros geógrafos árabes.
Durante a invasão árabe do Egito, no século VII, a fortaleza foi cercada durante cerca de sete meses, antes de ser tomada em 9 de abril de 641 pelo general árabe Anre ibne Alas. A seguir à tomada da fortaleza, Anre fundou a cidade de Fostate, cujo centro era, segundo a tradição, o local da sua tenda. A fortaleza foi integrada na nova cidade. Durante o primeiro século da existência de Fostate, a fortaleza continuou a ser chamada Babilónia e nos documentos da época tanto se usava Fostate como Babilónia (Babalyûn). Depois passou a ser chamada Alcácer Alxam (Qasr al-Sham; "Fortaleza da Vela"), nome que ainda é usado atualmente.
Em 750 os Abássidas fundaram a localidade de Alascar e em 868 os Tulúnidas fundaram Alcatai. As três cidades vizinhas foram posteriormente unificadas para formar o Cairo (al-Qahira, "a Vitoriosa"), a qual foi dotada de uma muralha e uma cidadela pelo soberano aiúbida Saladino em 1173. Atualmente Fostate corresponde ao Velho Cairo.[carece de fontes?]
O recinto da fortaleza da Babilónia cedo se tornou um enclave cristão e judeu. A maior parte das velhas igrejas coptas situam-se nas ruínas da fortaleza, entre as quais se destacam a al Moallaqa (ou al Mu'allaqa, "a suspensa"), construída no século V sobre o pórtico sul, de onde lhe vem o nome de suspensa, e a de São Jorge, esta última dos Gregos ortodoxos, construída por cima de uma da torres da porta norte.